# Das Schiff Esperanza
Das Schiff Esperanza ist ein deutsches Hörspiel. Es wurde 1953 von Fred von Hoerschelmann geschrieben und wurde in rund 20 Sprachen übersetzt.

## Figuren
Die Stimmen:
- Grove, Kapitän der Esperanza
- Axel Grove, der Sohn von Kapitän Grove
- Bengtsen, Erster Steuermann und rechte Hand des Kapitäns
- Krucha, Maat
- Podbiak, Matrose
- Matrosen
- Megerlin
- Edna
- Der Wirt Sorriso
- Ein Mann im Heuerbüro
- Ein Mann im Boot

## Zeit der Handlung
Die Handlung spielt 1953. Axel erwähnt, dass er seinen Vater zuletzt zu Beginn des Zweiten Weltkriegs und danach 13 Jahre nicht mehr gesehen habe.

## Inhalt

### Zusammenfassung
Der junge Leichtmatrose Axel Grove sucht eine neue Heuer und wird schnell fündig, denn im Hafen liegt das Schiff Esperanza (spanisches Wort für „Hoffnung“), welches, wie man Axel mitteilt, unter der Leitung eines Kapitäns Grove fährt. Axel vermutet, dass es sich bei dem Kapitän um seinen totgeglaubten Vater handelt, und macht sich große Hoffnung, die sich später auch als zutreffend erweist, und heuert trotz Abratens auf der Esperanza an. Dieses unter panamaischer Flagge fahrende Schiff erweist sich als ein betagtes, verrostetes Frachtschiff und der Kapitän als Alkoholiker, der zu Beginn jeder Fahrt betrunken ist.
Die Esperanza hütet ein düsteres Geheimnis: Unter dem Vorwand, illegale Einwanderer (Migranten) nach Amerika zu bringen, nimmt Kapitän Grove diese regelmäßig für einen hohen Preis im Frachtraum auf. Tatsächlich werden die Auswanderer nie an Land gebracht, sondern viele Meilen vor der Küste ausgesetzt; dort ertrinken sie jämmerlich. Durch die Begegnung mit seinem Sohn veranlasst, beschließt Grove jedoch, diese Praxis einzustellen und seine blinden Passagiere tatsächlich an Land aussteigen zu lassen.
Als Axel zufällig den sieben eingesperrten Menschen im Frachtraum begegnet und von der illegalen Überfahrt erfährt, verrät er ihnen den Namen des Schiffes. Er erfährt, dass sein Vater nicht mehr das Vorbild ist, für das er ihn jahrelang gehalten hat, und stellt ihn zur Rede. Vater und Sohn gehen im Streit auseinander.
Um nicht durch die Informationen, die sein Sohn den Migranten gegeben hat, in Gefahr zu geraten, beschließt der Kapitän, ein letztes Mal die Passagiere auf hoher See auszusetzen. In der Nacht, in der sie angeblich an Land gebracht werden sollen, schleicht sich Axel in der Annahme, sie befänden sich an der Küste, unbemerkt unter sie und ertrinkt mit ihnen.
Stunden später wird Megerlin, einer der Auswanderer, auf dem Schiff gefunden und berichtet, dass ein anderer an seiner Stelle von Bord gegangen sei. Auch stellt sich heraus, dass ein alter Matrose Axels Arbeit übernommen hat. Erst dadurch wird dem Kapitän klar, dass er seinen Sohn unrettbar verloren hat.

### Szenen
- 1. Szene: Der Mann im Heuerbüro vermittelt Axel eine Heuer auf der Esperanza.
- 2. Szene: Axel bei Sorriso.
- 3. Szene: Sorriso und Megerlin.
- 4. Szene: Axel spricht mit Bengtsen, als er gerade auf dem Schiff seinen Dienst antritt; später Krucha.
- 5. Szene: Bengtsen spricht mit dem angetrunkenen Kapitän Grove.
- 6. Szene: Ein Matrose spricht mit Axel.
- 7. Szene: Megerlin spricht mit Edna, die nachts heimlich auf das Schiff geschmuggelt wurde.
- 8. Szene: Axel und Grove sprechen. Es stellt sich heraus, dass Grove Axels Vater ist.
- 9. Szene: Podbiak und Krucha sprechen.
- 10. Szene: Megerlin und Edna reden.
- 11. Szene: Bengtsen und Krucha.
- 12. Szene: Bengtsen und Grove reden.
- 13. Szene: Axel und Bengtsen reden.
- 14. Szene: Axel redet mit Megerlin und Edna, die er im Orlop gehört und entdeckt hat.
- 15. Szene: Grove kurz mit Bengtsen.
- 16. Szene: Megerlin, Axel und Edna sprechen wieder.
- 17. Szene: Grove und Bengtsen reden.
- 18. Szene: Axel und Grove sprechen; später Grove und Bengtsen.
- 19. Szene: Krucha und Bengtsen reden.
- 20. Szene: Grove und Bengtsen reden.
- 21. Szene: Krucha.
- 22. Szene: Grove und Bengtsen reden, wie sie es machen sollen, dass Axel nicht mitbekommt, dass der Motor aus sei.
- 23. Szene: Krucha und die Flüchtlinge
- 24. Szene: Grove und Bengtsen reden; später Matrose, Krucha und Megerlin dazu.
- 25. Szene: Alter Matrose und Grove reden, weil der Matrose, der Axel von seiner Arbeit abgelöst hat, und Grove nun bemerken, dass Axel mit den Migranten gegangen ist.
- 26. Szene: Bengtsen und Grove reden; Megerlin.

## Interpretationen

### Hoffnung
„Esperanza“ ist spanisch und bedeutet auf Deutsch „Hoffnung“. Die verschiedensten Personen an Bord verbinden mit ihrem Aufenthalt dort Hoffnungen, von denen sich die meisten nicht erfüllen:
- Die „Illegalen“ erhoffen sich ein besseres Leben in Amerika. So will Edna der unwürdigen Abhängigkeit von ihrem Stiefvater entfliehen und in einer Fabrik und als Verkäuferin arbeiten. Kurz bevor die „Illegalen“ ausgesetzt werden, teilt ihnen Krucha zynisch mit, sie seien im „Land der Sehnsucht“ angekommen.
- Axel hofft, nachdem sich seine Vermutung bestätigt hat, dass der Kapitän sein Vater ist, mit diesem zusammenleben zu können. Später hofft er offenbar, mit Edna, die ihn zu faszinieren scheint, ein neues Leben in den USA beginnen zu können.
- Kapitän Grove hofft, das „wüste“ Leben hinter sich lassen und mit seinem Sohn zusammenleben zu können.
- Die Komplizen Groves hoffen, (weiter) von den kriminellen Geschäften des Kapitäns profitieren zu können.

### Wüste
Die Skrupellosigkeit, mit der Kapitän Grove „menschlichen Unrat“ auf hoher See „entsorgt“, kann auch als Echo der Gräuel bewertet werden, mit denen er während des Zweiten Weltkriegs konfrontiert war. Er sah sich bereits im Krieg einem „Es“ gegenüber, das ihn vernichten wolle, und meint damit die „Feinde“, als die er die Menschen betrachtet, mit denen er es zu tun bekommen hat. Die Angewohnheit, in anderen keine Menschen zu sehen („Entmenschlichung“), hat der Kapitän nach dem Krieg beibehalten: „Ohne Feinde ist das nur eine halbe Welt.“, bewertet Grove die Nachkriegsverhältnisse, in denen er eine „Wüste“ sieht. Er hat ebenso wie sein Sohn, der nur „die Rückseite“ des Kriegs erlebt hat und als Heimatvertriebener staatenlos ist, sein „Vaterland“ und die Idylle der Vorkriegszeit verloren, die aus einem Haus mit Garten und duftenden Blumen bestand. Sein Wohlstand, dessen er sich anfangs Axel gegenüber rühmt, ist nicht ehrlich erworben, sein Bedürfnis nach Sauberkeit und Ordnung letztlich faschistoid. Nicht Axel ist „kümmerlich“, sondern der Kapitän selbst, der seine moralische Verkommenheit nicht zugeben will, obwohl er (wenn auch zu spät) durchaus in der Lage ist, sich mit den Augen seines Sohnes zu sehen.

### Schicksal
In Hoerschelmanns Hörspiel spielt (so Heinz Schwitzke) ein „Es“ mit, das „Schicksal“: Kapitän Grove verliert wegen seiner Menschenschmuggelei in den Augen seines Sohnes seine Ehre und später auch seinen Sohn. Die Flüchtlinge wiederum werden ahnungslos Opfer ihrer Fehleinschätzung der Wirklichkeit, die sie die gefährliche Dynamik der Welt um sich verkennen und dann erleben lässt, wie ebendiese fremde, unpersönliche Dynamik gegen sie aufsteht und sie vernichten will. Es sind also nicht Menschen, Spiel und Gegenspiel, die sich wie im Drama auseinandersetzen, sondern es sind in den Hörspielen Hoerschelmanns Menschen auf der einen Seite, eine anonyme Macht auf der anderen, die miteinander ringen. Damit steht das Hörspiel, das Schwitzke als „realistisches Problemhörspiel“ einstuft, der Tragödie nahe, erfüllt aber durch die Art der Stoffbearbeitung (es handelt sich um eine „unerhörte Begebenheit“) auch Merkmale einer Novelle.
Axel wird von Schwitzke mit Parzival verglichen: Er sei in „eine kleine, in sich geschlossene Gemeinschaft des Bösen, ein Schiff voller gescheiterter Existenzen, eine Gesellschaft von Hehlern und Mördern“ geraten. „Und siehe da: er bewirkt um ein Haar, daß alles sich ändert. Wenn er nicht der Retter hätte sein wollen, so wäre er der Retter gewesen; er war nicht genug Parzival, um das Böse zu überwinden, aber auch nicht bewußt genug, um es zu durchschauen.“

## Produktionen
- Regie: Oskar Nitschke. Produktion: SDR, 1953. (Erstsendedatum: 25. März 1953)
- Regie: Otto Kurth. Produktion: NWDR, 1953. (Erstsendedatum: 26. März 1953)
- Regie: Fritz Schröder-Jahn. Produktion: SWF, 1964. (Erstsendedatum: 22. August 1964)
Personen und ihre Darsteller:
  - Grove, Kapitän der Esperanza: Heinz Klevenow,
  - Axel Grove: Stefan Wigger,
  - Bengtsen, Erster Steuermann: Hans-Christian Blech,
  - Krucha, Maat: Heinz Schimmelpfennig,
  - Podbiak: Kurt Ebbinghaus,
  - Ein Matrose: Robert Rathke,
  - Ein alter Matrose: Hans Röhr,
  - Megerlin: Joseph Offenbach,
  - Edna: Julia Costa,
  - Der Wirt Sorriso: Hans Schäffer,
  - Ein Mann im Heuerbüro: Heinz Rabe

- Regie: Benedikt Hahn. Produktion: Radio Mikrowelle Recklinghausen (Erstsendedatum: 31. Oktober 2005)

## Textausgaben (Auswahl)
- Das Schiff Esperanza: Hörspiel. Schöningh, Paderborn 1961, DNB 452056454.
- Das Schiff Esperanza: Hörspiel. Reclam, Stuttgart 2014, ISBN 978-3-15-008762-6.